# Hypotrachyna spathulata
Hypotrachyna spathulata är en lavart som först beskrevs av Kurok., och fick sitt nu gällande namn av Krog & Swinscow. Hypotrachyna spathulata ingår i släktet Hypotrachyna och familjen Parmeliaceae.   Inga underarter finns listade i Catalogue of Life.